# Salah Jadid
Salah Jadid (em árabe: صلاح جديد, romanizado: Ṣalāḥ Jadīd; 1926 – 19 de agosto de 1993) foi um oficial militar e político sírio que foi o líder do bloco de extrema-esquerda do Partido Socialista Árabe Regional Sírio Baath e o líder de facto da Síria Baathista de 1966 a 1970, quando foi deposto pelo Movimento Corretivo de Hafez al-Assad.

## Biografia
Jadid nasceu em 1926 na aldeia de Dweir Baabda, perto da cidade costeira de Jableh,  numa família alauita da tribo Haddadin.  Outro relatório afirma que seu ano de nascimento é 1924.  Ele estudou na Academia Militar de Homs e ingressou no Exército Sírio em 1946.  Jadid era originalmente um membro do Partido Social Nacionalista Sírio (SSNP), mas mais tarde tornou-se membro do Partido Socialista Árabe Baath, liderado por Michel Aflaq e Salah al-Din al-Bitar, na década de 1950, por meio de um associado de Akram al-Hawrani.  Mesmo assim, Jadid permaneceu próximo do SSNP; seu irmão, Ghassan, era um dos membros mais proeminentes na Síria. Ele mudou de aliança novamente na década de 1950, quando se tornou membro do Movimento Nacionalista Árabe, um partido que apoiava as convicções ideológicas de Gamal Abdel Nasser. Jadid apoiou a ascensão da Síria à República Árabe Unida (RAU), uma república unida constituída pelo Egipto e pela Síria. 
Durante a era RAU, Jadid ficou estacionado no Cairo, Egito. Jadid fundou o Comitê Militar junto com outros baathistas em 1959. O principal objetivo do Comitê Militar era proteger a existência da RAU. No início, havia apenas quatro membros do Comitê Militar, os outros eram Hafez al-Assad, Abd al-Karim al-Jundi e Muhammad Umran.  O Comitê Militar também tentou salvar o movimento Baath sírio da aniquilação. Os membros do comité estavam entre aqueles que culparam Aflaq pelo fracasso do Partido Baath durante os anos da RAU.  O Terceiro Congresso Nacional do partido, em 1959, apoiou a decisão da Aflaq de dissolver o partido, mas um Congresso Nacional de 1960, no qual Jadid era um delegado representando o então desconhecido Comitê Militar, reverteu a decisão e pediu o restabelecimento do Partido Baath. O Congresso também decidiu melhorar as relações com Nasser democratizando a RAU internamente. Uma facção dentro do partido, liderada por al-Hawrani, apelou à secessão da Síria.  O Comitê Militar não obteve sucesso em seus objetivos e, em setembro de 1961, a RAU foi dissolvida. Nazim al-Kudsi, que liderou o primeiro governo pós-RAU, perseguiu Jadid e os outros pelas suas lealdades nasseristas, e todos eles foram forçados a retirar-se do Exército Sírio. 
Em março de 1963, os baathistas deram um golpe contra o presidente democraticamente eleito Nazim al-Qudsi, dando início a 62 anos de governo totalitário baathista ininterrupto na Síria. Nesse golpe, Jadid entrou de bicicleta na cidade naquela manhã e capturou o Bureau of Officers' Affairs, que mais tarde se tornou seu feudo pessoal.  O Comitê Militar Baathista (que havia tomado o poder) declarou lei marcial e formou o Conselho Nacional para o Comando Revolucionário (NCRC) para governar a Síria, que incluía Jadid e não-baathistas (como os nasseristas). No entanto, dentro do NCRC, o Comité Militar, que consistia apenas de Baathistas, ainda permanecia e detinha todo o poder real no país (que incluía Jadid, juntamente com Hafez al-Assad, Abdul-Karim Jundi e Ahmad Miration), que ficou conhecido como a "junta dentro da junta".  Logo, no mesmo ano de 1963, Jadid foi promovido de tenente-coronel a major-general e nomeado chefe do Estado-Maior das Forças Armadas da Síria. 
Os baathistas assumiram o controle da política, educação, cultura, religião do país e vigiaram todos os aspectos da sociedade civil por meio de sua poderosa Mukhabarat (polícia secreta). Oficiais militares baathistas começaram a realizar expurgos em toda a Síria como parte da imposição de seu programa ideológico. Políticos da Segunda República Síria que apoiaram a separação da República Árabe Unida (RAU) foram expurgados e liquidados pelos baathistas: isso se somou ao expurgo do exército sírio e sua subordinação ao partido Baath. Os políticos, os oficiais militares e os civis que apoiaram a secessão da Síria da UAR também foram privados dos seus direitos sociais e legais, permitindo assim ao regime Baath desmantelar toda a classe política da Segunda República Síria e eliminar as suas instituições.  As Forças Armadas Árabes Sírias e a polícia secreta foram integradas no aparelho do partido Baath; após o expurgo das elites civis e militares tradicionais pelo novo regime.  Após a tomada do poder em 1963 pelo comité militar Baathista, a secção regional síria do partido Baath sofreu um grave facciosismo e fragmentação, o que levou a uma sucessão de governos e novas constituições.  A influência e o poder dos neobaathistas cresceram: o neobaathismo era uma versão mais radical do baathismo, e Salah Jadid foi um dos principais neobaathistas na Síria. Os oficiais militares neobaathistas, por meio de sua crescente influência política e militar, começaram a promover expurgos nas estruturas burocráticas do estado sírio e rapidamente monopolizaram o controle de vários órgãos do partido Baath sírio.
Em abril de 1964, uma revolta da Irmandade Muçulmana eclodiu em Hama contra o Partido Baath, no poder. A decisão de suprimir o motim de Hama levou a um cisma no Comitê Militar entre Muhammad Umran e Jadid.  Umran opôs-se à força, querendo em vez disso que o Partido Baath criasse uma coligação com outras forças pan-árabes.  Jadid desejava um estado forte de partido único, semelhante aos dos países comunistas da Europa, também o via como um meio necessário para proteger o poder baathista contra "inimigos de classe".   A revolta foi finalmente reprimida pela força militar e, no mês seguinte, o NCRC implementou uma constituição provisória que previa um gabinete, um Conselho Presidencial e uma legislatura nomeada composta por "organizações populares".

## Líder da Síria Baathista

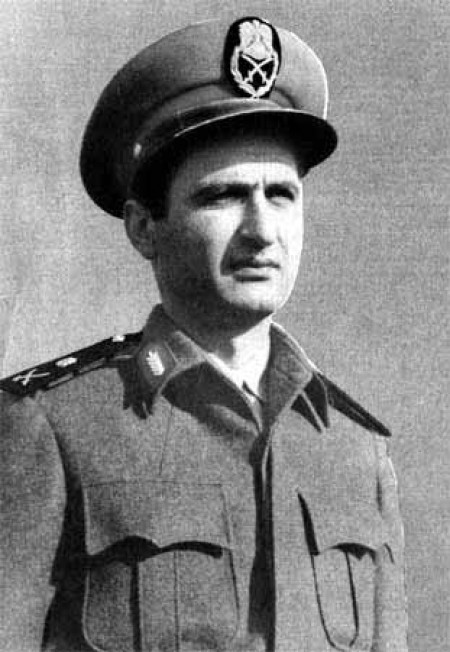
General Salah Jadid após o golpe de estado bem-sucedido de 1966. Ele foi o líder de facto da Síria até 1970.

Salah Jadid chegou ao poder após um golpe militar em 1966, no qual ele foi uma figura de liderança. O golpe ocorreu devido a fortes diferenças ideológicas entre o Comitê Militar e o Comando Nacional do Partido Baath, cuja unidade quase entrou em colapso logo após a tomada do poder em 1963. Um novo golpe derrubou o Comando Nacional e tirou os aflaquistas do poder (e enviou Michel Aflaq para o exílio). O golpe de 1966 marcou a transformação ideológica total do braço regional sírio do partido Baath numa organização militarista "neo-baathista" que se tornou independente do Comando Nacional do partido Baath original.  O golpe de Jadid também causou a mais profunda cisão na história do movimento Ba'ath: quando o Comando Nacional foi derrubado, a Secção Regional Iraquiana do partido Ba'ath continuou a apoiar o que considerava ser a "liderança legítima" de Michel Aflaq.  Quando o partido Ba'ath iraquiano chegou ao poder em 1968, na Revolução de 17 de Julho, não houve nenhuma tentativa de fusão para atingir o seu suposto objectivo de unidade árabe ou reconciliação com o Ba'ath sírio.  Após o estabelecimento do governo Baath no Iraque, muitos membros do movimento Baath, dominado pela Síria, desertaram para o seu homólogo iraquiano, e poucos ou nenhuns Baathistas leais ao Iraque tentaram mudar a sua lealdade a Damasco.  Desde o início, o regime neo-baathista em Damasco lançou uma campanha de propaganda baathista esmagadoramente anti-iraquiana, à qual os seus homólogos em Bagdade responderam.  O Partido Baath Sírio denunciou Aflaq como um "ladrão" e afirmou que ele havia roubado a ideologia Baath de Zaki al-Arsuzi e a proclamado como sua.   A Secção Regional Iraquiana, contudo, ainda proclamou Aflaq como o fundador do Baathismo.  Bitar foi condenado à morte “à revelia” em 1969,   e Aflaq foi condenado à morte à revelia em 1971.  A Secção Regional Síria também ergueu uma estátua de Arsuzi pouco depois do golpe de 1966.  No entanto, a maioria dos baathistas fora da Síria continuou a ver Aflaq, e não Arsuzi, como o principal fundador do baathismo. 
O novo regime foi o mais radical da história síria.  Enquanto Jadid permaneceu longe da vista do público, como segundo secretário do Partido Baath, homens aliados a ele ocuparam os principais cargos no estado e no exército: Nureddin al-Atassi, como presidente do partido, presidente do estado e mais tarde primeiro-ministro; Yousuf Zouayyen, como primeiro-ministro; Ibrahim Makhous como ministro das Relações Exteriores, Hafez al-Assad como ministro da Defesa; Abd al-Karim al-Jundi, como chefe de segurança. Muitos desses homens eram alauitas (por exemplo, todos os mencionados acima, exceto Atassi, Jundi e Zouayyen, que eram sunitas, o que dava ao governo um caráter sectário). Vários eram militares e todos pertenciam à ala esquerda do Partido Baath.
Jadid iniciou o seu governo reorganizando todas as agências de inteligência sob o comando central do Gabinete de Segurança Nacional do Partido Baath.  Jadid nomeou o seu aliado, al-Jundi, para chefiar o Gabinete de Segurança Nacional, que se tornou conhecido como o aparelho mais intimidador do país.  O Bureau, sob a liderança de al-Jundi, adquiriu uma reputação notória no país pelos seus métodos brutais de erradicação de opositores,  incluindo detenções arbitrárias, tortura e infiltração de informadores do Estado na sociedade civil. 
O Comitê Militar, que tinha sido o principal processo de tomada de decisões dos oficiais durante 1963-66, perdeu a sua autoridade institucional central sob Jadid porque a luta contra os Aflaqitas tinha terminado – a principal razão para a existência do comité em primeiro lugar, e o NCRC foi dissolvido.  Na esfera da política externa, o governo neobaathista estabeleceu laços estreitos com a União Soviética, começou a receber grandes quantidades de armamento do exército soviético e seguiu políticas de linha dura em relação a Israel e aos estados árabes "reacionários", especialmente a Arábia Saudita e a Jordânia (por causa disso, a Síria não recebeu ajuda de outros países árabes. O Egito e a Jordânia, que participaram da guerra, receberam £135 milhões por ano por um período não revelado), apelando à mobilização de uma "guerra popular" contra o sionismo em vez de alianças militares interárabes.    Jadid seguiu uma política isolacionista até 1969, o que levou a relações muito tensas com vários países da região.  Internamente, Jadid tentou uma transformação socialista da sociedade síria em um ritmo forçado, criando agitação e dificuldades econômicas. Os oponentes do governo foram duramente reprimidos pelos serviços especiais de Jadid e pelo Mukhabarat, enquanto o Partido Baath substituiu o parlamento como órgão legislativo e outros partidos foram banidos. Jadid e os seus apoiantes deram prioridade ao socialismo e à “revolução interna”.  O Partido Baath estava dividido em várias questões, como a melhor forma de o governo utilizar os recursos limitados da Síria, a relação ideal entre o partido e o povo, a organização do partido e se a luta de classes deveria terminar.  Estes assuntos foram discutidos acaloradamente nos conclaves do Partido Baath e, quando chegaram ao Quarto Congresso Regional, os dois lados eram irreconciliáveis.  Para generalizar, o reinado de Salah Jadid foi caracterizado por repressões extremamente brutais, terror de Estado, intensificação de medidas totalitárias e imposição de políticas de linha dura do leninismo de guerra .   As propriedades dos comerciantes, empresários locais e proprietários de terras foram confiscadas pelo regime radical de esquerda de Jadid, enquanto as forças militares sírias se tornaram completamente politizadas com oficiais neobaathistas.  Salim Hatum, que ajudou Jadid a chegar ao poder e comandou as operações de golpe, ficou decepcionado com ele e tentou um contra-golpe, mas falhou: Hatum fugiu para a Jordânia e, quando retornou à Síria após a Guerra dos Seis Dias, em 1967, foi imediatamente capturado e executado pelo regime neobaathista. No rescaldo da tentativa de golpe, Jadid expurgou a organização militar do partido, removendo 89 oficiais; o Ministro da Defesa, Hafez Assad, removeu cerca de 400 oficiais, o maior expurgo militar da Síria até à data.  Os expurgos, que começaram quando o Partido Baath assumiu o poder em 1963, deixaram os militares fracos. 
Embora cristão, Aflaq via a criação do islamismo como prova do "gênio árabe" e um testamento da cultura, dos valores e do pensamento árabes. Segundo Aflaq, a essência do islamismo eram suas qualidades revolucionárias. Aflaq apelou a todos os árabes, tanto muçulmanos quanto não muçulmanos, para admirarem o papel que o islamismo desempenhou na criação do caráter árabe, mas sua visão sobre o islamismo era puramente espiritual e Aflaq enfatizou que ele "não deveria ser imposto" ao Estado e à sociedade. No entanto, durante o governo de Jadid, a situação mudou: os ideólogos neobaathistas denunciaram abertamente a religião como uma fonte do que consideravam o "atraso" dos árabes.  O regime Jadid era antirreligioso e impôs severas restrições à liberdade religiosa, proibindo a pregação religiosa e perseguindo o clero.  Os neobaathistas viam os clérigos religiosos como inimigos de classe a serem liquidados pelo estado baathista.  O partido disseminou a doutrina do “Novo Homem Socialista Árabe”, que conceptualizou o “novo homem árabe” como um ateu que fez campanha pela revolução socialista e rejeitou a religião, o feudalismo, o imperialismo, o capitalismo e todos os valores da velha ordem social.  Enquanto ministros de Estado, funcionários, educadores, etc. pregavam regularmente sobre os "perigos da religião"; periódicos e revistas do partido durante a década de 1960 faziam regularmente previsões sobre o "fim iminente" da religião através da revolução socialista. 
O apoio público ao governo de Jadid, tal como era, diminuiu drasticamente após a derrota da Síria na Guerra dos Seis Dias de 1967, quando Israel capturou as Colinas de Golã, e como resultado das condições internas problemáticas do país: provocou uma discussão furiosa entre a liderança da Síria.  A liderança civil culpou a incompetência militar e os militares responderam criticando a liderança civil. 
Após a guerra, em particular, as tensões começaram a aumentar entre os seguidores de Jadid e aqueles que argumentavam que a situação exigia uma postura mais moderada em relação ao socialismo e às relações internacionais. Este grupo se uniu em torno do Ministro da Defesa Hafez al-Assad, que protestou contra o "aventureirismo" de Jadid e exigiu a normalização da situação interna por meio da adoção de uma constituição permanente, liberalização da economia e restabelecimento dos laços com grupos não-baathistas, bem como a situação externa, buscando uma aliança com estados árabes conservadores, como Jordânia e Arábia Saudita. Enquanto Jadid manteve a lealdade da maior parte do aparato civil do Baath, Assad, como ministro da Defesa, gradualmente assumiu o controle sobre a ala militar do partido. Em 1969, Assad expurgou vários apoiantes de Jadid e, a partir desse momento, Jadid perdeu a sua preeminência no estado. 

## Queda e morte
Em 1970, quando eclodiu o conflito entre a Organização para a Libertação da Palestina (OLP) e o exército jordaniano, Jadid enviou tropas palestinas controladas pela Síria do Exército de Libertação da Palestina, nominalmente administrado pela OLP, com sede na Síria, para a Jordânia para ajudar a OLP, mas na verdade eram tropas regulares do exército sírio. Após os sucessos militares iniciais da invasão, o Rei Hussein pediu a Israel que realizasse ataques aéreos contra as tropas sírias junto com a Força Aérea Jordaniana. Os ataques aéreos causaram pesadas perdas às tropas sírias, devido à quase total falta de sistemas de defesa aérea e ao fato de que o comandante da Força Aérea Síria, Assad, não concordou em enviar esquadrões à Jordânia para apoiar seu exército invadido. A decisão de invadir a Jordânia não foi bem recebida pela facção Baath mais moderada de Assad, e as tropas se retiraram. 
A ação ajudou a desencadear um conflito latente entre as facções Jadid e Assad dentro do Partido Baath e do exército. O Partido Comunista Sírio alinhou-se com Jadid, obtendo o apoio do embaixador soviético, Nuritdin Mukhitdinov. Irritado com isso, Assad decidiu assustar os soviéticos enviando Mustafa Tlass a Pequim para obter armas e acenar com o Pequeno Livro Vermelho do Presidente Mao.  Os assadistas começaram a desmantelar a rede de apoio a Jadid, enfrentando uma resistência ineficaz por parte do ramo civil do partido que permanecia sob o controlo de Jadid.  Em novembro de 1970, Jadid tentou demitir Assad e seu apoiador Mustafa Tlass. Assad respondeu lançando um golpe interno do partido chamado Movimento Corretivo. Embora muitos funcionários de nível médio tenham recebido ofertas de cargos em embaixadas sírias no estrangeiro, Jadid recusou: "Se eu alguma vez tomar o poder, vocês serão arrastados pelas ruas até morrerem."  Jadid foi preso em 13 de novembro de 1970 e permaneceu na prisão de Mezzeh, em Damasco, até à sua morte devido a um ataque cardíaco em 19 de agosto de 1993.  O golpe foi calmo e sem derramamento de sangue; a única evidência de mudança para o mundo exterior foi o desaparecimento de jornais, estações de rádio e televisão.  Um Comando Regional Temporário foi logo criado e, em 16 de novembro, o novo governo publicou seu primeiro decreto. 